# Nokia 8800
Nokia 8800 — имиджевый сотовый телефон, пришедший на смену Nokia 8910i.
Корпус сделан из нержавеющей стали, а защитное стекло экрана — из устойчивого к царапинам закаленного стекла. Подвижной частью является экран и клавиатура, которая в закрытом состоянии находится в стальном «стакане». Механизм слайдера оснащён доводчиком, что позволяет «выстреливать» подвижную часть легким сдвигом центрального упора.
Среди известных недочетов аппарата можно назвать слабый штатный аккумулятор BL-5X. Как правило, решением является использование аккумулятора от модели Nokia 8800 Sirocco (BP-6X 700 mAh) или же аккумулятора повышенной ёмкости сторонних производителей.
Модель представлена в трёх цветовых решениях (оттенок стали): silver, black, metal gun (special edition).

## Nokia 8801
Nokia 8801 — вариант для североамериканского рынка, использующий распространенные там частоты 850/1800/1900 МГц вместо европейских 900/1800/1900 МГц. Разница в толщине аппарата за счёт средней части и толстой крышки аккумулятора.

## Sirocco Edition
Nokia 8800 Sirocco Edition (8800d) — модификация, выпущенная в 2006 году. Корпус из нержавеющей стали, два варианта расцветки — dark (или queen black, чёрный полированный) — и light (хромированный). Другие отличия от базовой модели: внутренняя память увеличена до 128 Мб, слегка изменён дизайн шасси, чтобы разместить более ёмкий аккумулятор (BP-6X, 700 мАч), камера разрешением 2 Мпкс, небольшие отличия в раскладке клавиатуры. Рингтоны специально для этой модели сочинены композитором Брайаном Ино.
В начале 2007 года была также выпущена версия 8800 Sirocco Gold, корпус которой имеет покрытие золотом толщиной 24 мкм.

## Arte Edition
Nokia 8800 Arte Edition (8800e) имеет 1 Гб внутренней памяти, камеру разрешением 3,15 Мпкс и экран на органических светодиодах.
Выпускался в пяти вариантах:
Nokia 8800 Sapphire Arte (Black) — черный корпус из кожи и нержавеющей стали, в качестве навигационной кнопки — искусственный сапфир; 
Nokia 8800 Arte — чёрный корпус из нержавеющей стали;
Nokia 8800 Sapphire Arte — коричневый корпус из кожи и нержавеющей стали, в качестве навигационной кнопки — искусственный сапфир;
Nokia 8800 Carbon Arte — корпус из нержавеющей стали, углепластика и титана, 4 Гб внутренней памяти;
Nokia 8800 Gold Arte — корпус покрыт золотом толщиной 18 мкм, вставки из белой кожи, 4 Гб внутренней памяти.